# Nécropole du Camp del Ginèbre
La nécropole du Camp del Ginèbre est une nécropole mégalithique datée du Néolithique moyen et située dans le lac de Caramany, dans les Pyrénées-Orientales, en France.

## Situation
Le massif des Corbières est un massif de montagne de faible altitude (point culminant : le pech de Bugarach, 1 230 m) proche de la mer Méditerranée, dans le sud de la France. Son climat méditerranéen est doux et sec mais marqué par de fortes pluies. Près du pech de Bugarach naît l'Agly, fleuve aux fortes variations de débit qui, après s'être frayé un chemin dans une vallée encaissée (gorges de Galamus) dans le Sud des Corbières, traverse la plaine du Roussillon avant de se jeter dans la Méditerranée.
La nécropole du Camp del Ginèbre se situe à quelques dizaines de mètres de l'ancien lit du fleuve Agly, sur sa rive gauche, à un endroit où la vallée s'élargit, à une altitude de 167 m, un peu en amont de la plaine du Roussillon. Depuis la mise en eau du barrage de Caramany, fin 1994, elle se trouve au fond du lac du même nom.

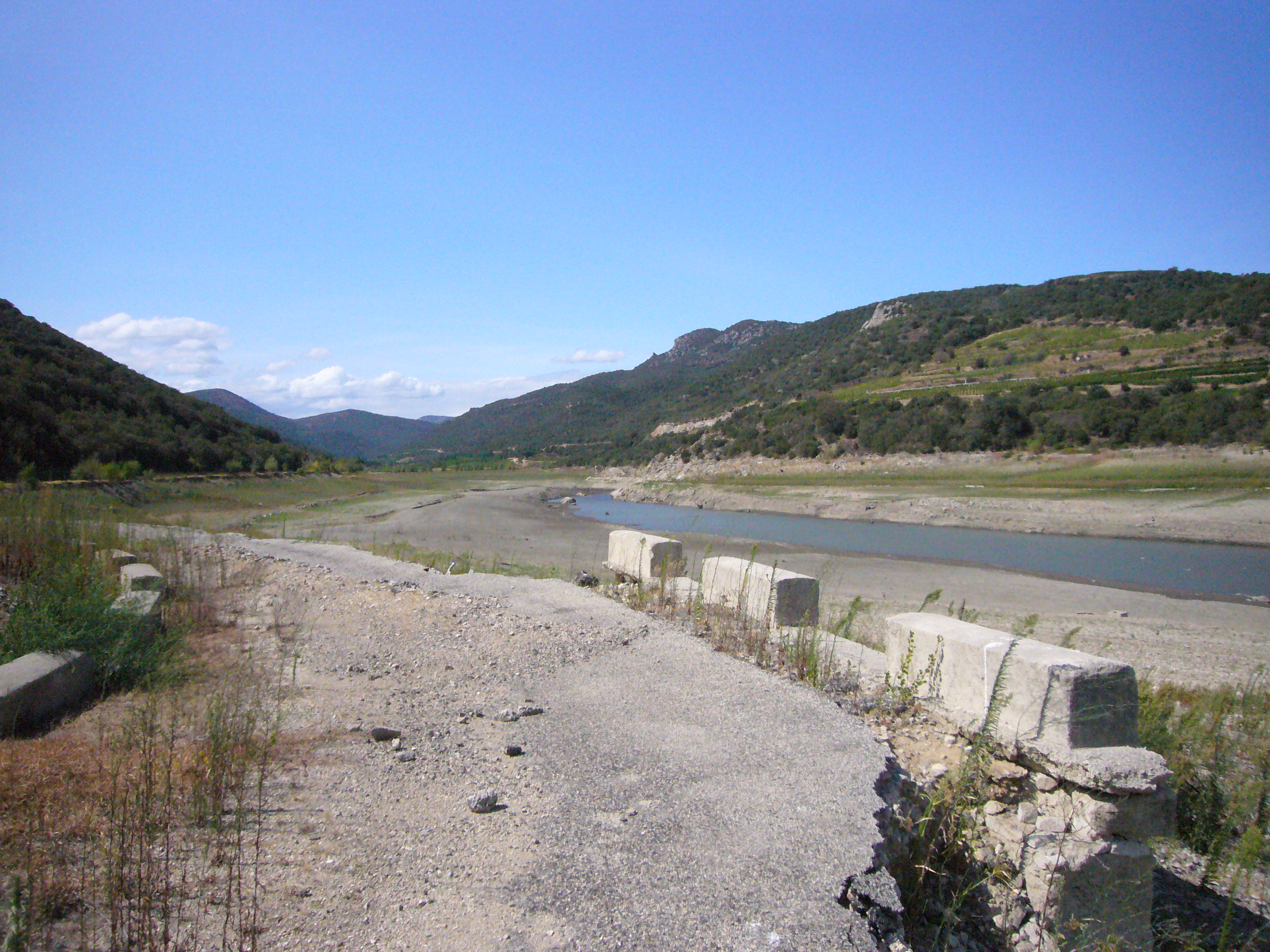
Les bords de l'Agly découverts par la baisse des eaux du barrage durant la sécheresse de 2008.
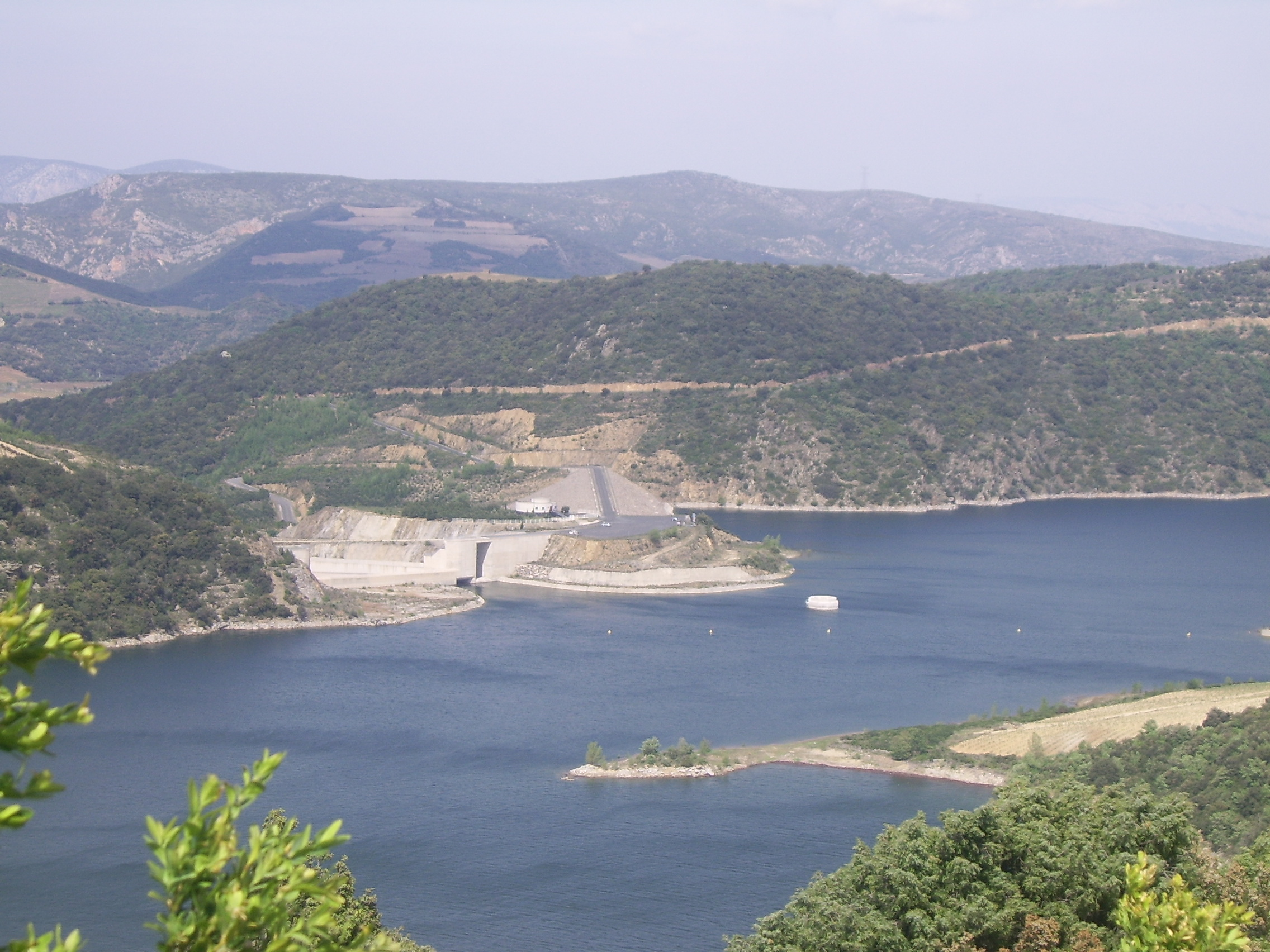
Lac et barrage de Caramany.

## Historique
La nécropole est fouillée en deux campagnes, du 1er juillet au 15 septembre 1993, puis du 1er février au 15 mai 1994, sous la direction d'Alain Vignaud.

## Description
La nécropole est constituée de vingt-quatre tombes réparties sur une superficie d'environ 500 m2.

### Cistes
La nécropole comporte neuf cistes (petits coffres rectangulaires enterrés formés de pierres plates). Trois de ces cistes sont entourées de tumulus, les six autres sont posées dans des trous creusés dans le sol. Dans chacune de ces cistes, une personne a été inhumée.
Les tumulus sont de forme circulaire et ont chacun un diamètre d'environ 7 m. Il s'agit de terre et de pierres rapportées cernées par des murets en pierre sèche. Les personnes inhumées dans les trois tombes à tumulus sont des adultes.
Les six autres cistes contiennent les restes de jeunes enfants et de nourrissons. Les coffres, bien que sans tumulus, sont parfois au centre de cercles de pierres, parfois ornés. La taille de chaque tombe est fonction de celle de l'enfant qu'elle contient. Selon Enric Carreras Vigorós et Josep Tarrús Galter, ces coffres sont du même type que l'Arca de Calahons (située à Catllar, dans le même département), à rapprocher du groupe des cistes du Solsonien.

Plans et coupes schématiques des cistes du Camp del Ginèbre.
Plan de ciste avec tumulus.
Coupe de ciste avec tumulus.
Plan de ciste enterrée.
Coupe de ciste enterrée.

Légende :
- Tumulus ou terre rapportée.
- Muret.
- Ciste.
- Sol.